# Champoz
Champoz ist eine politische Gemeinde im Verwaltungskreis Berner Jura des Kantons Bern in der Schweiz.

## Geographie

Luftbild (1958)

Champoz liegt auf 849 m ü. M., 6 km westsüdwestlich von Moutier (Luftlinie). Das Bauerndorf erstreckt sich auf dem breiten Sattel zwischen zwei Juraketten nördlich des Längstals Vallée de Tavannes.
Die Fläche des 7,1 km² grossen Gemeindegebiets umfasst den Sattel von Champoz und das sich nach Nordosten gegen Moutier allmählich vertiefende Tal. Im Osten reicht das Gebiet auf den Kamm der Jurakette des Mont Girod (bis 1037 m ü. M.) und bis an den westlichen Rand der Klus von Court (französisch Gorges de Court), ein typisches Durchbruchstal der Birs durch die Graitery-Kette. Nach Norden erstreckt sich das Gemeindegebiet über den Steilhang der Forêt du Droit bis auf den sich nach Osten abdachenden Kamm des Moron. Hier befindet sich mit 1250 m ü. M. der höchste Punkt von Champoz. Sowohl der Kamm des Moron als auch der Mont Girod weisen typische Jurahochweiden mit einzeln oder in Gruppen stehenden grossen Fichten auf. Von der Gemeindefläche entfielen 1997 4 % auf Siedlungen, 50 % auf Wald und Gehölze, 45 % auf Landwirtschaft und etwas weniger als 1 % war unproduktives Land.
Zu Champoz gehören mehrere Einzelhöfe. Nachbargemeinden von Champoz sind Valbirse, Petit-Val, Perrefitte, Moutier, Court und Sorvilier.

## Bevölkerung
Mit 158 Einwohnern (Stand 31. Dezember 2023) gehört Champoz zu den kleinen Gemeinden des Berner Juras. Von den Bewohnern sind 90,7 % französischsprachig und 9,3 % deutschsprachig (Stand 2000). Die Bevölkerungszahl von Champoz belief sich 1850 auf 190 Einwohner, 1900 auf 191 Einwohner. Danach wurde insgesamt ein rückläufiger Trend beobachtet, bevor ab 1980 (116 Einwohner) wieder eine Bevölkerungszunahme einsetzte.

## Politik
Bei den Nationalratswahlen 2023 betrugen die Wähleranteile in Champoz (in Klammern die Veränderung im Vergleich zu den Wahlen 2019 in Prozentpunkten): SVP 64,61 % (+0,15), EDU 9,74 % (+3,80), EVP 6,83 % (−5,50), FDP 6,01 % (+2,96), SD 4,85 % (+4,54), SP 4,51 % (+3,54), Grüne 1,55 % (−5,10), glp 0,63 % (+0,58), Mitte 0,63 % (−1,25).

## Wirtschaft
Champoz ist ein noch stark landwirtschaftlich geprägtes Dorf mit Milchwirtschaft, Viehzucht und etwas Ackerbau. Ausserhalb des primären Sektors gibt es im Dorf nur wenige Arbeitsplätze. Viele Erwerbstätige sind deshalb Wegpendler und arbeiten in den Gemeinden des Vallée de Tavannes oder in Moutier.

## Verkehr
Die Gemeinde liegt abseits der grösseren Durchgangsstrassen. Die Hauptzufahrt nach Champoz erfolgt von Bévilard, das an der Hauptstrasse von Delémont nach Biel/Bienne liegt, eine schmale Strasse führt auch von Moutier zum Dorf hinauf. Champoz besitzt keine Anbindung an den öffentlichen Verkehr.

## Geschichte
Champoz liegt an der Stelle eines römischen Beobachtungspostens, der die Strasse von Moutier nach Tavannes kontrollierte. Zu dieser Zeit war die Schlucht von Court noch nicht begehbar. Die erste schriftliche Erwähnung von Champoz erfolgte 1365 unter dem Namen Champo. Das Dorf gehörte bis Ende des 18. Jahrhunderts zur Propstei Moutier-Grandval. Während des Schwabenkrieges von 1499 wurde der Ort durch Truppen des Kaisers Maximilian I. verwüstet. Von 1797 bis 1815 gehörte Champoz zu Frankreich und war anfangs Teil des Département Mont-Terrible, das 1800 mit dem Département Haut-Rhin verbunden wurde. Durch den Entscheid des Wiener Kongresses kam das Dorf 1815 an den Kanton Bern zum Bezirk Moutier.

## Sehenswürdigkeiten
In Champoz gibt es noch einige typische alte Bauernhäuser mit Speichergebäuden aus dem 17. und 18. Jahrhundert. Das Gebäude der Dorfschule mit Glockenturm wurde im spätklassizistischen Stil errichtet. Kirchlich gehört Champoz zur Pfarrgemeinde Bévilard.

## Persönlichkeiten
- Pierre Alain Schnegg (* 1962), Politiker